# Azovi erőd
Az azovi erőd (oroszul Азовская крепость) erődítmény Azov városában, Oroszországban, a Rosztovi területen,  szemközt a Don folyóval és északon az azovi kikötővel. Sáncok, őrtornyok és kapuk védik. Az erődöt, melyet korábban Azak erőd néven ismertek, törökök alapították 1475-ben az Oszmán Birodalom számára. A birodalom északi határát védte, valamint a kijáratot az Azovi-tengerre. Az Orosz Cárság és az Oszmán Birodalom több konfliktus után 1700. július 13-án aláírta a konstantinápolyi békét, amelyben a szultán elismerte Oroszország tulajdonjogát az azovi területre.

## Története
A 15. század második fele előtt velencei és genovai telepek voltak az erőd helyén. A Tanaisz nevű város a Nyugat és Kelet közötti kereskedelem fontos tranzitállomása volt. Miután a várost 1471-ben elfoglalta az Oszmán Birodalom, egy hatalmas erődöt építettek ide. A kőfal és tizenegy torony egy dombot zárt közre; az elővárost várárok és sáncok választották el. A várat kétszáz ágyú védte.

## Kozák időszak

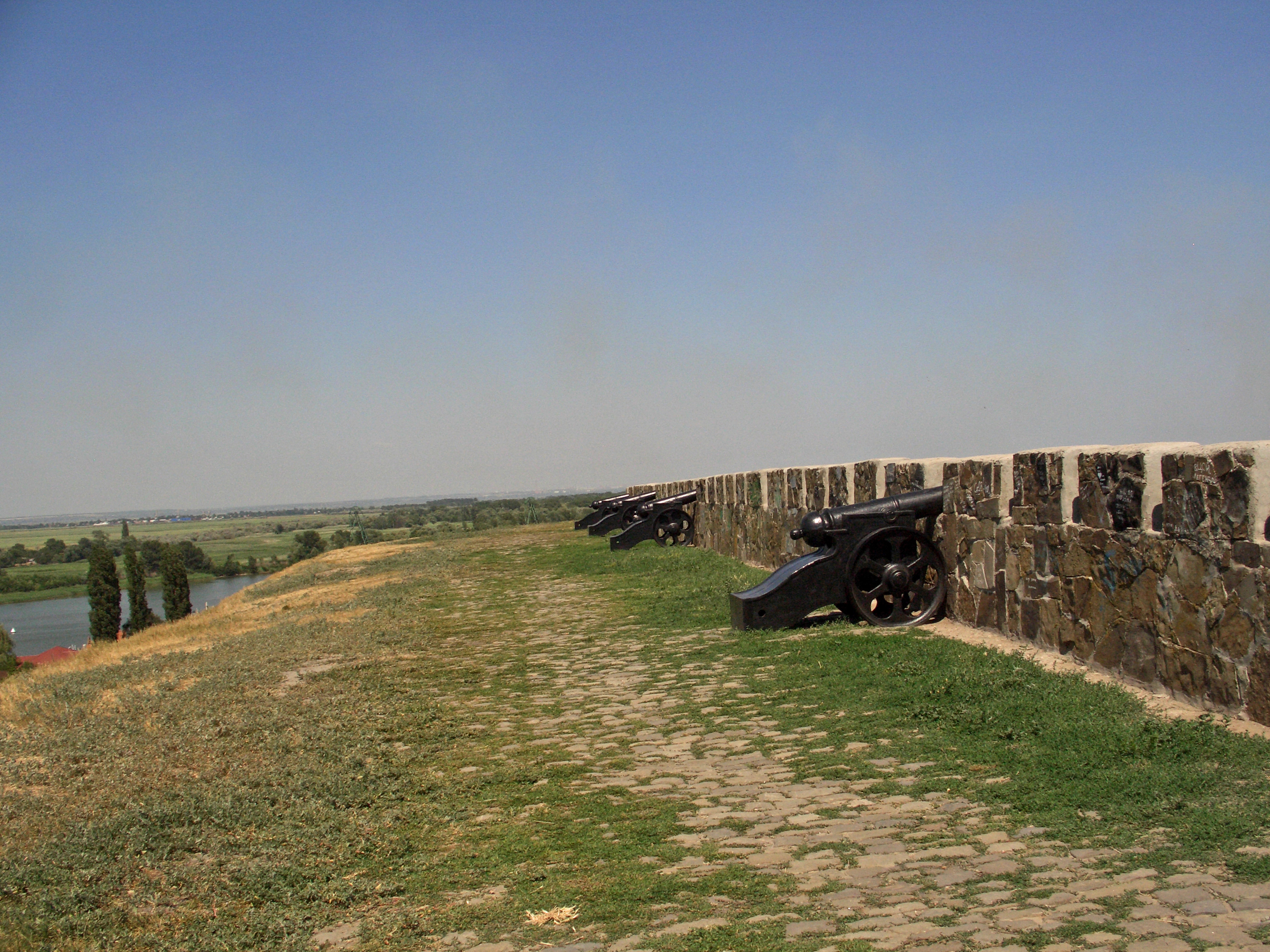
A sáncok

A doni és zaporizzsjai kozákok 1637. júniusban lerohanták és bevették az erődöt, amelyet aztán a sztyepp felől 400 lovasból álló kozák lovasság védett. 1641-ben a törökök megpróbálták visszafoglalni Azovot, és naponta 700–1000 lövedékkel támadták. Az erős ágyútűzben az erőd nagy része romba dőlt. A falak egyes részei teljesen megsemmisültek; a tizenegy toronyból mindössze három maradt meg. A török seregek megrohamozták az erődöt, de komoly veszteségeket szenvedtek, és visszavonultak. Ezután a tüzérség indított támadást az erőd ellen. A túlerőben levő török hadsereg visszavonulásra kényszerítette a kozákokat a fellegvárra. Azonban a súlyos veszteségek (20 000–70 000 halott és sebesült három hónap alatt) és az ellátási nehézségek miatt a törökök véget vetettek az ostromnak.
A kozákok felajánlották az Orosz Cárságnak, hogy annektálja Azovot. I. Mihály orosz cár és a nemzetgyűlés ezt elutasították, mivel újabb orosz-török háborúhoz vezetett volna, amire Oroszország nem állt készen. A kozákoknak nem voltak forrásaik az erőd újjáépítéséhez, ezért 1642 nyarán elhagyták.

## Orosz időszak

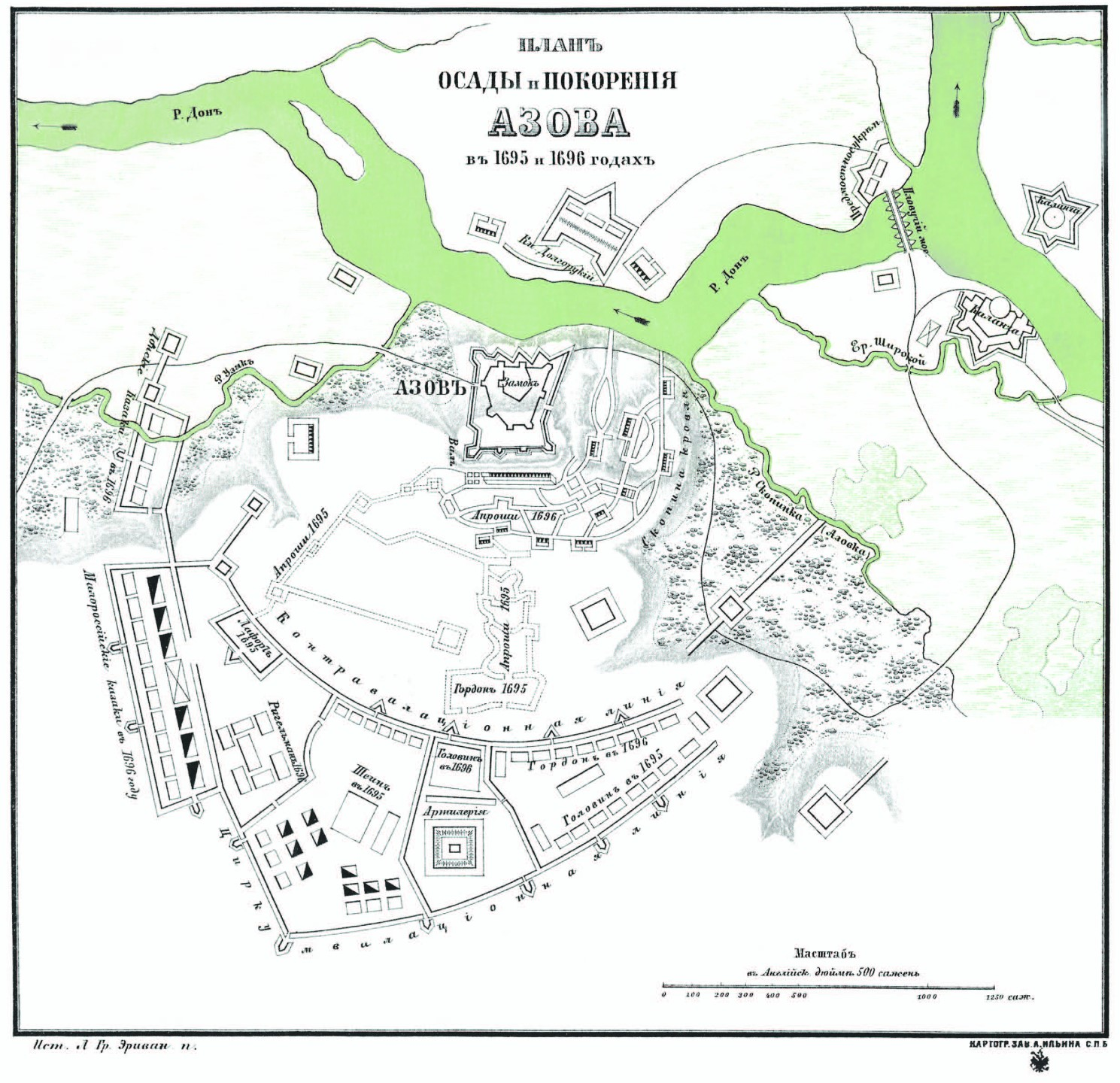
Az 1695–1969-os azovi hadjárat

I. Péter orosz cár vezette az 1695–1696-os azovi hadjáratokat. A katonai expedíció szárazföldön és vízen  (Voronyezs, Volga és Don folyókon) haladt előre. Az első próbálkozás az azovi erőd megrohamozására 1695. augusztus 5-én történt Franz Lefort vezetésével. Ez nem volt sikeres, az orosz hadsereg csupán az őrtornyokat tudta elfoglalni. A roham során elesett és sebesült orosz katonák száma több mint 1500 volt. A második rohamra szeptember 25-én került sor. A Preobrazsenszkij-testőrezred és a Szemjonovszkij-testőrezred Fjodor Matvejevics Aprakszin vezetésével elfoglalta az erődítés nagy részét, és bejutottak a városba. A törököknek azonban volt idejük rendezni soraikat, és Aprakszin előnyomulása nem kudarcot vallott a többi katonai egység támogatása nélkül. Az ostromot október 2-án abbahagyták.
A második azovi hadjáratra 1696. júliusban került sor. Megtették az előkészületeket, hogy rohamra induljanak 1696. július 16-án. Július 17-én 1500 doni és zaporizsjai kozák indult támadásra, és sikerült két bástyát bevenniük. Hosszas ágyúzás után a védők július 19-én feladták az erődöt. Az ostrom sikerében nagy szerepe volt I. Péter újonnan épített hadiflottájának. 1700-ban a konstantinápolyi béke megkötésével az Oszmán Birodalom megerősítette, hogy elismeri Oroszország tulajdonjogát az azovi erődre.
Az  1710–1711-es pruti hadjárat végén az Orosz Cárság arra kényszerült, hogy megkösse a pruti békét, amely többek között tartalmazta Azov visszaadását az Oszmán Birodalomnak.
1736-ban a 28 000 főnyi doni hadsereg Peter Lacy vezetésével megostromolta az erődöt. Az orosz haderő folyamatos ágyútűz alatt tartotta az erődöt június 11-én. Lacy elrendelte, hogy június 28/29 éjjelén induljanak rohamra. Az ütközet alatt az orosz hadsereg nem várt ellenállásba ütközött. Az ütközetben az összes orosz veszteség 7 halott és 38 sebesült volt. Az éjszakai támadás után Musztafa Agi pasát az erőd feladására szólították fel. A belgrádi béke értelmében a város az Orosz Birodalomhoz került.

## Fordítás
Ez a szócikk részben vagy egészben  az   Azov Fortress című angol Wikipédia-szócikk ezen változatának fordításán alapul.  Az eredeti cikk szerkesztőit annak laptörténete sorolja fel. Ez a jelzés csupán a megfogalmazás eredetét és a szerzői jogokat jelzi, nem szolgál a cikkben szereplő információk forrásmegjelöléseként.